# Несяветлир
Несяветлир (на исландски Nesjavellir) е най-голямата геотермална електроцентрала в Исландия. Намира се на 177 метра надморска височина в югозападната част на страната, край Тингветлир и вулкана Хенгил.

## История
Планове за използването на района Несяветлир за произвеждане на геотермална енегия започват през 1947 г. Правят се няколко сондажа, за да се провери възможността на района за произвеждане на енергия. Проучването продължава от 1965 до 1986 г. През 1987 г. започва строежът на централата, който приключва през май 1990 г.

## Капацитет
Станцията произвежда близо 120 мегавата (MW) електричество и осигурява около 1800 литра на секунда топла вода, снабдявайки района на Голям Рейкявик.